# Exetastes desertus
Exetastes desertus là một loài tò vò trong họ Ichneumonidae.